# Menesesiella weylandi
Menesesiella weylandi är en insektsart som först beskrevs av Willy Adolf Theodor Ramme 1941.  Menesesiella weylandi ingår i släktet Menesesiella och familjen Pyrgomorphidae. Inga underarter finns listade i Catalogue of Life.